# Torneo Clasificatorio Europeo de Voleibol Femenino Sub-20 de 2013
El Torneo Clasificatorio Europeo de Voleibol Sub-20 se llevó a cabo en Serbia, Italia, Bulgaria y Rusia del 8 al 12 de mayo. Los equipos compitieron por cuatro cupos para el Campeonato Mundial de Voleibol Femenino Sub-20 de 2013 a realizarse en República Checa.

## Primera fase

### Clasificación
| Pos | Equipo    | PJ | PG | PP | SG | SP | PTS |
| --- | --------- | -- | -- | -- | -- | -- | --- |
| 1   | Serbia    | 4  | 4  | 0  | 12 | 1  | 12  |
| 2   | Francia   | 4  | 3  | 1  | 9  | 6  | 8   |
| 3   | Bélgica   | 4  | 2  | 2  | 8  | 6  | 6   |
| 4   | Portugal  | 4  | 1  | 3  | 3  | 10 | 3   |
| 5   | Dinamarca | 4  | 0  | 4  | 3  | 12 | 1   |

#### Resultados
| Fecha    | Encuentro            | Resultado | Set   | Set   | Set   | Set   | Set   | Puntuación total |
| Fecha    | Encuentro            | Resultado | 1     | 2     | 3     | 4     | 5     | Puntuación total |
| -------- | -------------------- | --------- | ----- | ----- | ----- | ----- | ----- | ---------------- |
| 08-05-13 | Francia - Dinamarca  | 3-2       | 19-25 | 20-25 | 25-13 | 25-20 | 15-10 | 104-93           |
| 08-05-13 | Serbia - Portugal    | 3-0       | 25-20 | 25-09 | 25-06 |       |       | 75-35            |
| 09-05-13 | Bélgica - Dinamarca  | 3-0       | 25-12 | 25-13 | 25-10 |       |       | 75-35            |
| 09-05-13 | Serbia - Francia     | 3-0       | 25-17 | 25-16 | 25-12 |       |       | 75-45            |
| 10-05-13 | Portugal - Dinamarca | 3-1       | 25-20 | 22-25 | 25-17 | 25-19 |       | 97-81            |
| 10-05-13 | Francia - Bélgica    | 3-1       | 19-25 | 25-19 | 25-18 | 25-17 |       | 94-79            |
| 11-05-13 | Francia - Portugal   | 3-0       | 25-13 | 25-20 | 25-14 |       |       | 75-47            |
| 11-05-13 | Serbia - Bélgica     | 3-1       | 25-16 | 24-26 | 25-20 | 25-12 |       | 99-74            |
| 12-05-13 | Bélgica - Portugal   | 3-0       | 25-08 | 25-14 | 25-12 |       |       | 75-34            |
| 12-05-13 | Serbia - Dinamarca   | 3-0       | 25-15 | 25-13 | 25-14 |       |       | 75-42            |

### Clasificación
| Pos | Equipo     | PJ | PG | PP | SG | SP | PTS |
| --- | ---------- | -- | -- | -- | -- | -- | --- |
| 1   | Italia     | 3  | 3  | 0  | 9  | 1  | 9   |
| 2   | España     | 3  | 2  | 1  | 5  | 6  | 5   |
| 3   | Eslovaquia | 3  | 1  | 2  | 4  | 7  | 3   |
| 4   | Finlandia  | 3  | 0  | 3  | 4  | 9  | 1   |

#### Resultados
| Fecha    | Encuentro              | Resultado | Set   | Set   | Set   | Set   | Set   | Puntuación total |
| Fecha    | Encuentro              | Resultado | 1     | 2     | 3     | 4     | 5     | Puntuación total |
| -------- | ---------------------- | --------- | ----- | ----- | ----- | ----- | ----- | ---------------- |
| 10-05-13 | España - Eslovaquia    | 3-1       | 25-18 | 25-18 | 21-25 | 25-16 |       | 96-77            |
| 10-05-13 | Italia - Finlandia     | 3-1       | 25-13 | 26-28 | 25-19 | 25-17 |       | 101-77           |
| 11-05-13 | Eslovaquia - Finlandia | 3-1       | 25-21 | 25-20 | 26-28 | 25-23 |       | 101-92           |
| 11-05-13 | Italia - España        | 3-0       | 25-13 | 25-18 | 28-26 |       |       | 78-57            |
| 12-05-13 | España - Finlandia     | 3-2       | 16-25 | 25-17 | 25-21 | 15-25 | 15-12 | 96-100           |
| 12-05-13 | Italia - Eslovaquia    | 3-0       | 25-17 | 26-24 | 28-26 |       |       | 79-67            |

### Clasificación
| Pos | Equipo   | PJ | PG | PP | SG | SP | PTS |
| --- | -------- | -- | -- | -- | -- | -- | --- |
| 1   | Bulgaria | 4  | 4  | 0  | 12 | 1  | 12  |
| 2   | Alemania | 4  | 3  | 1  | 9  | 6  | 8   |
| 3   | Croacia  | 4  | 2  | 2  | 8  | 8  | 6   |
| 4   | Grecia   | 4  | 1  | 3  | 6  | 10 | 4   |
| 5   | Letonia  | 4  | 0  | 4  | 1  | 12 | 0   |

#### Resultados
| Fecha    | Encuentro           | Resultado | Set   | Set   | Set   | Set   | Set   | Puntuación total |
| Fecha    | Encuentro           | Resultado | 1     | 2     | 3     | 4     | 5     | Puntuación total |
| -------- | ------------------- | --------- | ----- | ----- | ----- | ----- | ----- | ---------------- |
| 08-05-13 | Croacia - Grecia    | 3-2       | 20-25 | 16-25 | 25-16 | 25-19 | 15-13 | 101-98           |
| 08-05-13 | Bulgaria - Letonia  | 3-0       | 25-15 | 25-13 | 25-14 |       |       | 75-42            |
| 09-05-13 | Alemania - Croacia  | 3-2       | 22-25 | 19-25 | 25-23 | 25-23 | 15-10 | 75-35            |
| 09-05-13 | Bulgaria - Grecia   | 3-0       | 25-22 | 25-22 | 25-17 |       |       | 75-61            |
| 10-05-13 | Croacia - Letonia   | 3-0       | 25-11 | 25-18 | 25-12 |       |       | 75-41            |
| 10-05-13 | Alemania - Grecia   | 3-1       | 22-25 | 25-09 | 25-16 | 25-19 |       | 97-69            |
| 11-05-13 | Alemania - Letonia  | 3-0       | 25-15 | 25-15 | 26-24 |       |       | 76-54            |
| 11-05-13 | Bulgaria - Croacia  | 3-0       | 25-12 | 25-09 | 25-22 |       |       | 75-43            |
| 12-05-13 | Grecia - Letonia    | 3-1       | 25-22 | 19-25 | 25-16 | 25-07 |       | 94-70            |
| 12-05-13 | Bulgaria - Alemania | 3-0       | 25-15 | 25-23 | 25-22 |       |       | 75-60            |

### Clasificación
| Pos | Equipo    | PJ | PG | PP | SG | SP | PTS |
| --- | --------- | -- | -- | -- | -- | -- | --- |
| 1   | Rusia     | 3  | 3  | 0  | 9  | 2  | 9   |
| 2   | Eslovenia | 3  | 2  | 1  | 7  | 5  | 6   |
| 3   | Polonia   | 3  | 1  | 2  | 4  | 6  | 3   |
| 4   | Rumania   | 3  | 0  | 3  | 2  | 9  | 0   |

#### Resultados
| Fecha    | Encuentro           | Resultado | Set   | Set   | Set   | Set   | Set | Puntuación total |
| Fecha    | Encuentro           | Resultado | 1     | 2     | 3     | 4     | 5   | Puntuación total |
| -------- | ------------------- | --------- | ----- | ----- | ----- | ----- | --- | ---------------- |
| 09-05-13 | Eslovenia - Polonia | 3-1       | 25-22 | 25-13 | 22-25 | 25-23 |     | 97-83            |
| 09-05-13 | Rusia - Rumania     | 3-1       | 25-14 | 25-08 | 16-25 | 25-22 |     | 91-69            |
| 10-05-13 | Eslovenia - Rumania | 3-1       | 25-19 | 22-25 | 25-18 | 25-13 |     | 97-75            |
| 10-05-13 | Rusia - Polonia     | 3-0       | 25-14 | 25-08 | 25-19 |       |     | 75-41            |
| 11-05-13 | Polonia - Rumania   | 3-0       | 26-24 | 25-20 | 25-16 |       |     | 76-60            |
| 11-05-13 | Rusia - Eslovenia   | 3-1       | 21-25 | 25-16 | 25-23 | 25-17 |     | 96-81            |

## Clasificados alMundial Sub-20 República Checa 2013
| Bandera de Serbia | Bandera de Italia | Bandera de Bulgaria | Bandera de Rusia |
| Serbia            | Italia            | Bulgaria            | Rusia            |
| ----------------- | ----------------- | ------------------- | ---------------- |